# Хошатіані
Хошатіані (груз. ხოშატიანი) — село в Грузії.
За даними перепису населення 2014 року в селі проживає 129 осіб.